# Їжа богів і як вона прийшла на землю
«Їжа богів і як вона прийшла на землю» (англ. The Food of the Gods and How It Came to Earth) — науково-фантастичний роман англійського письменника Герберта Веллса. Написаний у 1904 році.

## Сюжет
Хімік Бенсінгтон припускає, що ріст тварин зумовлений присутністю в крові особливої речовини. Він шукає її і називає «їжею богів», але пізніше більш тверезо дає назву «гераклеофорбія IV». Разом з біологом Редвудом хімік вирішує випробувати речовину на експериментальній фермі в Гікліброу в графстві Кент (де народився і виріс Герберт Веллс). Але фермери, недбале подружжя Сіннерів, допускають витік «гераклеофорбії IV». Через це виростають не тільки курчата, як планувалося, а також рослини, оси, вуховертки та щурі. Знайомий вчених, «відомий інженер-будівельник» на ім'я Коссар прибуває на ферму, щоб спалити її вщент.
Події на фермі отримують розголос і постає питання що буде, коли дати речовину людям. У результаті дебатів учені вирішують виростити групу дітей-велетнів. Це син Редвуда, троє синів Коссара та онук місіс Скіннер. Крім того доктор Вінклз надає речовину принцесі, а потім виявляється, що є й інші велетні. Діти досягають приблизно 12 метрів заввишки. Спочатку до них ставляться терпимо, але в міру того, як вони все більше ростуть, до них вводяться обмеження. З часом більшість англійців вбачає у велетнях і велетенських тваринах і рослинах загрозу. Розлючений натовп ледь не лінчує Бенсінгтона, і він згодом починає жити на самоті.
Далі оповідь зосереджується про розвитку онука місіс Скіннер, Альберта Едварда Кеддлза. Він працює в крейдяному кар'єрі і одного разу вирішує побачити світ. У Лондоні його оточують тисячі людей, які вимагають, щоб він повернувся додому. Після відмови його застрелює поліція.
Потім дія подається з точки зору нещодавно випущеного з в'язниці чоловіка, який дивується змінами в світі, що відбулися за минулі 20 років. Британське суспільство навчилося справлятися зі спалахами гігантизму в комарів, павуків, щурів тощо. Політик Кетерхем на прізвисько «Джек, убивця велетнів», обіцяє покласти край поширенню «їжі богів» і знищити всіх велетнів.
Наприкінці роману розповідається про кохання між молодим велетнем, сином Редвуда, і безіменною принцесою. Обоє тікають до синів Коссара. Їхнє кохання розквітає саме тоді, коли Катерхем, який нарешті досяг влади, намагається позбутися велетнів. Попри винищувальну воєнну операцію, велетням вдається вціліти в заздалегідь збудованій фортеці. Вони закидують Лондон снарядами з «гераклеофорбією IV» змушує Катерхема оголосити перемир'я. Катерхем обирає сина Редвуда як посередника, висуваючи вимогу, щоб велетні жили окремо та не розмножувалися. Один із синів Коссара заявляє, що зростання — це закон природи і велетні його підтримують. Світ опиняється на порозі боротьби між нечисленними шляхетними велетнями та звичайними людьми.